# Richard Corkill
Richard Kenneth Corkill (* 1951 in Douglas, Isle of Man) ist ein ehemaliger britischer Politiker auf der Isle of Man, der unter anderem von 1991 bis 2006 Mitglied des Parlaments (Tynwald) war. Er war zudem zwischen 2001 und 2004 als Chief Minister der Isle of Man Regierungschef.

## Leben
Richard Kenneth Corkill, Sohn des Lehrers und Schulrektors Ken Corkill und dessen Ehefrau Hilda Mary Watson, besuchte zunächst die Grundschule Murrays Road and Ballasalla Primary in Ballakermeen und danach die 1681 gegründete Ramsey Grammar School in Ramsey, deren Rektor sein Vater war. Danach begann er Pharmaziestudium an der University of Bradford, welches er mit einem Bachelor of Pharmacy (BPharm) beendete. Er wurde daraufhin Mitglied der Royal Pharmaceutical Society (RPS) und war zwischen 1981 und 1993 als Apotheker Eigentümer der Elm Tree Pharmacy in Onchan. Er war Mitglied und fünf Jahre Vorsitzender der Apothekervereinigung (Manx Chemists Association). Während dieser Zeit begann er sein politisches Engagement in der Kommunalpolitik und war zunächst von 1988 bis 1991 Mitglied des Gemeinderates von Onchan, nach der Hauptstadt Douglas die zweitgrößte Gemeinde der Isle of Man.
Bei den Parlamentswahlen am 21. November 1991 wurde er als Parteiloser im Wahlkreis Onchan, der drei Abgeordnete stellt, mit 999 Stimmen mit dem zweitbesten Ergebnis nach Peter Karran (1.195 Stimmen) erstmals zum Mitglied des House of Keys (MHK), des Unterhauses des Parlaments (Tynwald) gewählt. Bei der Wahl am 21. November 1996 wurde er mit 1713 Stimmen (57,85 Prozent) abermals mit dem zweitbesten Ergebnis nach Peter Karran (2257 Stimmen, 59,95 Prozent) zu einem der drei Abgeordneten für den Wahlkreis Onchan wiedergewählt. Auch bei der Wahl vom 22. November 2001 wurde er mit 2242 Stimmen (57,28 Prozent) Zweitplatzierter nach Peter Karran (2305 Stimmen, 58,89 Prozent) und übernahm einen der drei Sitze für den Wahlkreis Onchan im House of Keys. Während seiner langjährigen Parlamentszugehörigkeit war er Mitglied zahlreicher Ausschüsse des House of Keys und des Tynwald sowie des Ministerrates (Council of Ministers’ Committees). Bei der Wahl am 23. November 2006 kandidierte er nicht erneut für ein Mandat im House of Keys. Er war von 1991 bis 1995 Vizevorsitzender der Verbrauerschutzbehörde (Board of Consumer Affairs) sowie zugleich zwischen 1995 und 1996 Vizevorsitzender des Planungsausschusses (Planning Committee).
Am 13. März 1995 übernahm er im Kabinet von Chief Minister Miles Walker von Arnold Callin den Posten als Innenminister (Minister for Home Affairs) und hatte diesen bis zum 5. Dezember 1996 inne, woraufhin Allan Bell ihn ablöste. Er selbst wiederum übernahm im darauf folgenden ersten Kabinett von Chefminister Donald Gelling am 3. Dezember 1996 das Amt als Finanzminister (Minister for the Treasury) und behielt dieses bis zum Ende von Gellings erster Amtszeit am 4. Dezember 2001.
Bei den Wahlen zum House of Keys am 22. November 2001 erhielt die Manx Labour Party 17,3 Prozent der Stimmen (2 Sitze), die Alliance for Progressive Government 14,6 Prozent (3 Mandate) und die Überparteilichen 19 Sitze, wobei die als Unabhängigkeitspartei geltende Manx Nationalist Party die Wahlen boykottierte. Die Wahlbeteiligung lag bei 57,6 Prozent. Er wurde daraufhin am 4. Dezember 2001 als Nachfolger von Gelling mit 21 Stimmen gegenüber zehn Stimmen für Edgar Quine zum neuen Chief Minister gewählt. Am 2. Dezember 2004 trat Chief Minister Corkill zurück, woraufhin Donald Gelling am 12. Dezember 2004 zum zweiten Mal zum Chief Minister gewählt wurde. Er trat zurück, nachdem er und seine Frau im Zusammenhang mit Vorwürfen, die ihr Familienunternehmen betrafen, kurzzeitig von der Polizei festgenommen, jedoch ohne Anklageerhebung freigelassen wurden.
Aus seiner 1978 geschlossenen Ehe mit Julie Brooks gingen zwei Söhne und eine Tochter hervor.